# Sparkasse Mittelholstein
Die Sparkasse Mittelholstein Aktiengesellschaft mit Sitz in Rendsburg ist eine von fünf in Deutschland existierenden freien öffentlichen Sparkassen.

## Organisationsstruktur
Die Sparkasse Mittelholstein ist eine Sparkasse in Schleswig-Holstein. Sie ist seit 1991 eine im Handelsregister Kiel eingetragene Aktiengesellschaft. Rechtsgrundlagen für die Sparkasse sind im Wesentlichen das Kreditwesengesetz (KWG) und das Sparkassengesetz für Schleswig-Holstein. Organe der Sparkasse sind die Hauptversammlung, der Aufsichtsrat und der Vorstand.
Das in Aktien eingeteilte Stammkapital der Sparkasse Mittelholstein AG wird von folgenden Aktionären gehalten:
- Haspa Finanzholding – 51,45 %
- Zweckverband der Sparkasse Hennstedt-Wesselburen - 20,28 %
- Stiftung Spar- und Leih-Kasse in Rendsburg – 13,37 %
- Privataktionäre und Mitarbeiter – 6,77 %
- Stadt Büdelsdorf – 5,14 %
- Zweckverband Sparkasse Mittelholstein – 1,69 %
- Stadt Rendsburg – 1,30 %

Stand: 30. Juni 2018

## Geschichte
Die Sparkasse Mittelholstein entstand im Jahre 1823 unter dem Namen Spar- und Leih-Kasse in Rendsburg als Stiftungssparkasse. Das Stiftungskapital betrug 1.500 Mark courant. Stifter war Johann Georg Röhling. 1847 erfolgte die Gründung eines weiteren Vorgängerinstituts, der Spar- und Leihcasse in Nortorf. Diese fusionierte 1979 mit der Verbandssparkasse Nortorf zur Sparkasse Nortorf. 1862 wurde der Hademarscher Spar- und Leihcasse - Verein, das dritte Vorgängerinstitut aus der Taufe gehoben. Dieser wurde 1899 in eine Aktiengesellschaft umgewandelt und bildet somit den Ursprung der heutigen Gesellschaftsform. 1973 fusionierte die Hademarscher Spar- und Leihcasse AG mit der Kirchspiel Spar- und Leihkasse zu Hanerau zur Sparkasse Hanerau-Hademarschen AG. Diese war die erste Sparkassen-Aktiengesellschaft in der Bundesrepublik Deutschland.
Das heutige Institut wurde im Jahr 1991 gegründet. Im Jahr 2007 erfolgte die Übernahme der öffentlich-rechtlichen Sparkasse Büdelsdorf. Die Stadt Büdelsdorf als Trägerin der ehemaligen Sparkasse Büdelsdorf erhielt im Gegenzug Aktien der Sparkasse Mittelholstein AG und ist seitdem an deren Stammkapital beteiligt.
Am 1. Juli 2017, rückwirkend zum 1. Januar 2017, fusionierte die Sparkasse Mittelholstein mit der Sparkasse Hennstedt-Wesselburen.
Die Sparkasse Mittelholstein und die Förde Sparkasse aus Kiel führen seit dem Herbst 2020 Gespräche über eine mögliche Fusion der beiden Institute. Durch die Fusion entstünde eine Bank mit einer Bilanzsumme von knapp 10 Milliarden Euro. Kritik wird jedoch an der möglichen Rechtsform einer Aktiengesellschaft geübt, an der sich auch private Investoren beteiligen könnten. Der Deutsche Landkreistag kritisierte, dass die Sparkasse dann nicht mehr dem Sparkassengesetz für Schleswig-Holstein unterliege, sondern dem bundesweiten Aktienrecht.

## Geschäftsausrichtung
Die Sparkasse Mittelholstein AG betreibt in ihrem Geschäftsgebiet als Sparkasse das Universalbankgeschäft. Sie arbeitet mit folgenden Partnern im Verbundgeschäft zusammen:
- DekaBank
- Deutsche Leasing AG
- Hamburger Sparkasse AG
- HSH Nordbank AG
- LBS Landesbausparkasse NordOst AG
- MSH – Mittelstandsfonds Schleswig-Holstein
- Nord/LB
- PLUSCARD eine Service-Gesellschaft für Kreditkarten-Processing mbH Mastercard und VisaCard
- Provinzial NordWest
- S-Broker
- Sparkassen-Finanzgruppe
- UKV, ein Unternehmen der Versicherungskammer Bayern (VKB)

## Geschäftszahlen
Die Sparkasse Mittelholstein wies im Geschäftsjahr 2023 eine Bilanzsumme von 3,292 Mrd. Euro aus und verfügte über Kundeneinlagen von 2,125 Mrd. Euro. Gemäß der Sparkassenrangliste 2023 liegt sie nach Bilanzsumme auf Rang 149. Sie unterhält 14 Filialen/Selbstbedienungsstandorte und beschäftigt 376 Mitarbeiter.